# 안토니오 네그리

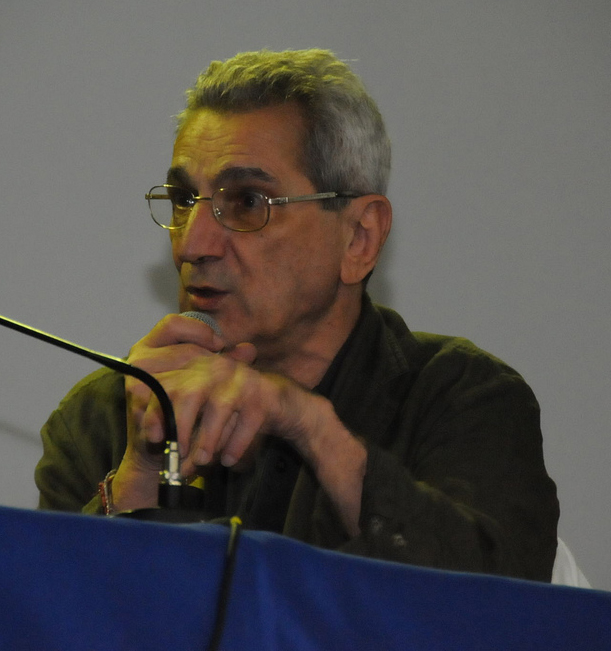
안토니오 네그리(2008년)

안토니오 네그리(이탈리아어: Antonio Negri, 약칭 토니 네그리 Toni Negri, 1933년 8월 1일~2023년 12월 16일)는 이탈리아의 윤리·정치 철학자이다.
네그리는 학계에서 그의 제자인 마이클 하트와 함께 쓴 《제국》과 그의 스피노자에 대한 독해로 유명하다. 그는 북부 이탈리아의 파도바 출신이며 바로 파도바 대학에서 학위와 교수직을 모두 얻었다. 네그리는 1969년에 창설된 노동자의 힘(Potere Operaio)과 1973년 그것을 발전적으로 계승한 노동자의 자율(Autonomia Operaia)의 창립 멤버였으며, 자율주의적 마르크스주의의 핵심적 이론가로 알려져 있다. 그는 1978년 있었던 이탈리아 기민당의 수장인 알도 모로의 암살 사건을 주도한 붉은 여단과 노동자의 자율 수괴로 기소되어 1979년 4월에 체포되었다. 1983년 프랑스로 망명했으며 파리 8대학과 국제 철학대학에서 활동했으며 망명기를 비롯한 많은 시기 동안 당시 프랑스의 학자들과 교류하거나 공동으로 작업했다. 자크 데리다, 미셸 푸코, 펠릭스 가타리, 질 들뢰즈 등과 주로 교류했다. 1997년 아우토노미아 운동으로 인해 수배되었고 망명했던 동지들의 문제를 해결하기 위해 이탈리아로 돌아갔으나 이탈리아 정부에 의해 가택 연금되었다. 2003년 4월에야 이 연금은 끝나게 된다.

## 초기 활동
그는 투사로서의 삶을 1950년 로마 가톨릭교회 내 행동파에 가담하는 것을 통해 시작했다. 그러나 로마 가톨릭교회 측의 보수주의적 행태와 사회주의적 경향에 대한 탄압에 반발해 로마 가톨릭 조직에서 탈퇴하고 1954년 이탈리아 통일사회당(후일의 이탈리아 사회당)에 가입하게 된다. 1959년에는 법철학 교수 자격을 획득했으며 토리노에서 출판되던 《붉은 노트(Quaderni Rossi)》지의 간행에 참여하기도 한다. 1963년에는 기독교 민주당과 연립정부를 이룬 사회당에 항의해 탈당하고 산업노동자들을 대상으로 하는 《자본론》 세미나를 조직해 본격적으로 사회주의적 운동에 투신한다. 1963-66년 사이에는 《붉은 노트》 그룹이 분열되었고 네그리는 《노동계급》지에 참여하게 된다. 《노동계급》지는 바로 노동자주의(operaismo)의 시작이었다. 1966년 말에는 《노동계급》지도 공산당 혁신파와 새로운 좌파 조직을 모색하는 분파로 분열하기에 이른다. 네그리는 후자였으며 이것은 자율주의운동의 시초였다. 1967년에는 국가론 교수 자격을 획득하였으며 《노동자의 힘》집단에 참여하게 된다. 1969년 있었던 이탈리아의 뜨거운 가을은 그를 비롯한 이탈리아 자율주의자들에게 매우 큰 영향을 끼쳤으며, 이 영향은 이후 1979년 이탈리아 정부에 의해 자행된 대탄압의 시기까지 이뤄진 아우토노미아 운동에서 매우 중요한 역할을 하게 된다.

## 자율주의 운동과 네그리
네그리에 따르면 60년대 초기의 저항운동에서부터 1973년까지 이뤄진 아우토노미아 운동의 초반부는 세 가지 국면으로 나뉠 수 있다고 한다. 1969년 피아트 자동차 공장 사건까지가 첫 국면인데 여기서 네그리는 자율주의적 운동의 가능성이 드러나기 시작했다고 평가한다. 대중과 전위를 거의 구별할 수 없는 상황이었기 때문이다. 운동의 자발성이 돋보이는 상황이었다. 이후 1972년까지 진행된 국면은 봉기 과정에 대하여 전략적 의지가 개입되는 상황이었는데, 테러리즘에 호소하는 붉은여단의 등장, 여타의 정치조직에서 확산되었던 수직적 위계 속에서의 지도의 동질성과 이데올로기적 응집성에 대한 강조가 두드러지는 시기였다고 네그리는 평가한다.
1973년 3월에 일어났던 미라피오리 공장점거사건에서 네그리는 새로운 경향성을 추출한다. 여기서 노동자 대중은 스스로의 힘과 역량을 표출해 냈으며, 전위는 그 행동 방법을 노동자를 선도하려는 방식에서 노동자 대중 스스로가 봉기할 수 있는 능력을 기를 수 있게 하는 방법으로 변화시켰다고 한다. 네그리는 마지막으로 이 공장점거가 노동자 대중의 힘이 직접적으로 드러나는 봉기의 방식이 가능하다는 것을 보여준 것이라고 평가한다.
1977년에 발표한 《자본주의 지배와 노동자계급 사보타지》에서 네그리는 아우토노미아 운동의 방법을 이론적으로 더욱 정교화한다. 그는 프롤레타리아의 조직이 종합과 총체성을 통해 이뤄지는 당의 구성을 통해 이뤄져왔던 공산주의의 방식에 대해 비판을 제기한다. 그에 따르면 프롤레타리아는 분리와 탈구조화를 통해 이뤄지는 자기가치화에 의해서만 그 활력을 잃지 않을 수 있다. 당은 일종의 무기이지 혁명의 근본적 계기가 아닌 것으로 간주된다. 그에게 혁명의 근본적 계기이자 그 동력은 프롤레타리아의 자기가치화이자 그것을 가능하게 하는 산 노동의 작동인 것이다. 여기서 당을 비롯한 전위와 대중의 수직적 역할 모델은 붕괴되고 대중의 독특성과 그 네트워크에 기반한 혁명적 운동인 1977년의 아우토노미아 운동은 그 이론적 기반을 얻게 된다.
1979년 4월 7일 네그리는 아우토노미아 운동을 함께한 동지들과 함께 알도 모로 수상 납치살해사건의 수괴로 지목되어 체포되었다. 그들은 아우토노미아의 지도자라는 점 때문에 기소당하기도 했지만 이탈리아의 좌익 테러리즘 단체인 붉은여단과의 연계 혐의를 받고 있었기 때문에 기소당하기도 하였다. 당시 네그리가 파리 고등사범학교의 강의에서 마르크스주의적 혁명 운동의 방법에서 무장봉기를 옹호했다는 점 때문에 이 기소가 발생한 것 같다.

## 체포와 망명
1년 뒤 네그리는 알도 모로 납치살해사건에서의 결백을 밝혀냈다. 네그리와 붉은 여단 사이의 연계는 존재하지 않았고, 열일곱 건의 살인사건 등 그에게 가해진 다양한 혐의들도 증거가 불충분한 것들이었다. 알도 모로의 죽음 배후에 있는 조직인 Gladio의 가설을 지지하는 이들은 네그리의 체포가 이 조직의 책임을 숨기기 위한 것이라고 보았다. 네그리는 반국가단체 조직 및 반국가 봉기 모의 혐의로 기소되었으며 1984년 궐석 재판에서 30년형을 받기에 이른다. 1986년 네그리는 4년 반의 추가 형을 선고받았으며 이는 그가 아우토노미아 운동 기간에 행했던 저술 및 활동이 혁명적 그룹들을 낳았다는 이유에서였다. 국제인권위원회에서는 심각한 자의적인 사법 처리의 예로 네그리 사건을 지목했다. 미셸 푸코는 이 상황에 대해 다음과 같은 말을 남겼다. “그는 다만 지식인이라는 이유 때문에 감옥에 구금되어 있는 것이 아닌가?”
1983년에 그는 의원 면책 특권을 이용하기 위해 이탈리아 총선에 출마한다. 네그리는 급진당 소속으로 출마했으며 그가 출마한 밀라노, 로마, 나폴리에서 결국 당선되었다. 이탈리아 의회는 격론끝에 네그리 면책안에 근소한 차이로 찬성했으며, 네그리는 그해 7월 석방되었다. 그러나 다시 그의 면책특권 중지를 위한 소송이 전개되었으며 결국 네그리는 9월 19일에 프랑스로 도피하기에 이른다. 14년간에 걸친 망명 생활의 시작이었다.
프랑스에서 네그리는 파리 8대학(68년 혁명 당시 혁신적인 교육이 시도되었던 바로 그 뱅센 대학이다)에서 국제철학대학(자크 데리다에 의해 조직되었다)의 외국인 평의회 위원으로서 정치학과 철학 강의를 할 수 있었다. 그는 망명객의 신분으로서 정치적 활동은 제약을 받았지만 광범위한 좌파 지식인 연대 속에 합류할 수 있었으며 다양한 인사들과 공동 작업에 들어간다. 1990년에는 《전 미래(Futur Antérieur)》지 발간에 참여했고, 이 잡지를 발간하는 그룹은 1998년에 《다중(Multitudes)》으로 재결성된다.
네그리는 1997년에 이른바 “납의 시대(anni di piombo)”를 끝내고 아우토노미아 운동으로 인해 수배와 망명의 생활을 하고 있는 사람들의 문제를 해결하기 위해 이탈리아로 자발적으로 돌아간다. 그는 다시 감옥에 수감되었고 1999년에는 가택 연금으로 수감 방법이 전환되었다. 연금 생활은 2003년에야 끝나게 된다.
네그리의 주요 저작은 상당 부분 감옥에서 쓴 것이다. 《야만적 별종》이나 《제국》같은 책들이 대표적이다. 그는 《네그리가 네그리에 대해(Negri on Negri)》라는 자서전이나 〈미래로 돌아가다〉라는 비디오에서 이렇게 말하고 있다. “나는 감옥에서 저술한 나의 정치적 저작들을 다시 대지(ground) 위에 서서 시작할 것이다. ... 이탈리아로 돌아감과 함께, 나는 1970년대의 반-테러 입법을 통해 감옥에 수감되거나 망명객으로 떠돌며 주변화되어버린 세대가 다시 공적이고 민주적인 삶에 참여할 수 있도록 자극을 줄 것이다.”

## 제국을 둘러싼 논쟁
자세한 내용은 《제국》을 참고하라.
네그리의 작업의 핵심적 주제는 마르크스주의, 민주주의적 세계화, 반자본주의, 탈근대주의, 신자유주의, 민주주의, 공공적인 것, 다중 등이다. 그의 매우 풍부하고 참신하며 도그마를 파괴하는 작업은 전지구적인 좌파적 지적 운동에서 새로운 중요한 원천으로 취급받고 있다.
그는 미셀 푸코나 데이비드 허비의 탈근대성의 조건, 프레드릭 제임슨의 탈근대주의 또는 후기자본주의의 문화적 논리, 그리고 질 들뢰즈와 펠릭스 가타리의 자본주의와 분열증 천 개의 고원 등으로부터의 영향을 인정하지만 《제국》은 상당부분 전지구화와 탈근대에 대한 연구에서 독창적 기여를 하고 있음이 틀림없다. 그는 여기서 주권 형태의 변화 및 자본과 노동의 재배치를 다루는데, 여기서 이 모든 변화의 원동력을 프롤레타리아의 활력에서 찾고 있으며(이것의 담지자가 다중이다) 이 때문에 그는 현재의 생산형태 내에 새로운 사회주의를 향한 잠재성이 존재하는 것으로 간주하고 있다. 2004년 간행된 《다중》과 함께 《제국》에서 제기되었던 많은 내용들이 현재 전지구적이며 격렬한 논쟁의 소용돌이 속에 있다.
논쟁은 전지구적인 주권 구성체인 제국의 실존 여부와 노동의 재배치 및 재구성, 다중의 개념 등에 맞추어져 있다. 제국은 전지구적인 주권의 지배를 의미하는 것이기 때문에, 2001년 이후 이라크 침공을 놓고 벌어진 유럽과 미국 간의 실랑이 및 미국의 대 중국 전략과 같은 제국주의 시대와 흡사하며 서로 전쟁을 벌일 수도 있을만큼 분리된 주권을 시사하는 현상을 제국이 설명 가능한지에 대한 논의가 매우 활발하다. 노동의 재배치의 경우 산업 노동의 축소와 비물질적 노동의 확대가 무엇을 의미하는지에 대한 논의가 이뤄지고 있다. 네그리는 모든 노동 속에 어떤 방식으로든 소통과 협동이 내재하게 된 것을 강조하며 여기서 초보적인 코뮤니즘의 잠재성을 발견하는데, 이 내재성은 산업 자체에 내재하게 된 것이지 노동과정 안으로까지 직접 들어오지 못한 현장도 존재한다는 반론이 이어지고 있다. 네그리는 이에 대해 코뮤니즘의 잠재성이 특히 지식노동자 및 다양한 종류의 비물질적 노동자에게 직접 존재하게 되었다는 점에 주목해야 오늘날 알맞은 혁명이 가능하다고 응수한다. 다중의 개념 역시 명확하지 않다는 비판에 네그리는 정치적 계급은 계급의식에 의해 주관적으로 구성되는 것이라고 응수한다.
그는 70대 후반에 접어든 오늘날에도 로마, 베네치아, 파리 등지에서 세미나와 저술 활동을 계속하고 있다.

## 영향
네그리의 영향력은 당연하게도 90년대에 사회 표면으로 부상한 이탈리아 자율주의 운동과 그 이론에서 두드러진다.지금도 확산되고 있는 이탈리아 "사회적 센터"운동은 네그리의 영향을 받은 여러 단체와 잡지들에 의해 지지되고 있다.네그리의 사상은 영국으로도 파급되었다.〈자본과 계급〉을 비롯한 좌파 전통의 흐름을 잇는 〈전복〉〈적대〉〈지양〉등의 잡지의 기조도 네그리의 자율주의에 대한 공명임을 잘 보여준다.미국에서의 자율주의 사상은 마이클 하트, 조지 카치아피카스 등을 통해 다채롭게 전개되었다.이외도 지구 곳곳에서 자율주의사상은 부단히 전파되어 발전하고 있다.

## 번역 저서
- 《전복의 정치학》장현준 옮김,세계일보사,1991년(초판) 최창석,김낙근 옮김, 인간사랑, 2012년(재판)[2]
- 《맑스를 넘어선 맑스》 윤수종 옮김, 새길, 1994년
- 《지배와 사보타지》 윤수종 옮김, 새길, 1996년
- 《디오니소스의 노동》1,2 이원영 옮김, 갈무리, 1996/7년
- 《야만적 별종》윤수종 옮김, 푸른숲, 1997년
- 《제국》 윤수종 옮김, 이학사, 2001년

* 영문판 
- 《혁명의 시간》정남영 옮김, 갈무리, 2004년
- 《다중 (제국이 지배하는 시대의 전쟁과 민주주의) 》조정환, 정남영, 서창현 옮김, 세종서적, 2008년